# Lối nhỏ vào đời
Lối nhỏ vào đời (tên cũ: Tuổi 18) là một bộ phim truyền hình được thực hiện bởi Trung tâm Phim truyền hình Việt Nam, Đài Truyền hình Việt Nam do Nguyễn Đức Hiếu và Lê Đỗ Ngọc Linh làm đạo diễn. Phim phát sóng vào lúc 21h00 từ thứ 2 đến thứ 6 hàng tuần, bắt đầu từ ngày 8 tháng 6 năm 2022 và kết thúc vào ngày 15 tháng 7 năm 2022 trên kênh VTV1.

## Nội dung
Lối nhỏ vào đời xoay quanh Dũng (Tạ Hoàng Long) – một học sinh cấp 3 và "người bạn thân" ngoài 60 tuổi của cậu là Ông Thành (Bùi Bài Bình). Trong khi Dũng thiếu thốn sự quan tâm từ bố vì quanh năm bận việc thì Ông Thành đi làm nghề xe ôm để vơi bớt sự lạnh nhạt từ vợ chồng con trai. Là hai con người xa lạ ở hai thế hệ khác nhau, nhưng từ mối quan hệ "khách hàng và ông xe ôm", họ lại dần trở thành hai người bạn đồng cảm, thấu hiểu và luôn ở bên cạnh nhau.

## Diễn viên

### Diễn viên chính
- Bùi Bài Bình trong vai Ông Thành
- Ngọc Thư trong vai Bà Liên
- Tạ Hoàng Long trong vai Dũng
- Phan Anh trong vai Hoàng
- Nguyễn Kim Oanh trong vai Thảo
- Quỳnh Lương trong vai Hoài
- Nguyễn Hoàng Ngọc Huyền trong vai Khanh
- Đỗ Hiệp trong vai Lâm

### Diễn viên phụ
- Ngọc Tản trong vai Bà nội Hoài
- Lý Chí Huy trong vai Phong
- Lê Linh Hương trong vai Thủy
- Huyền Sâm trong vai Thanh
- Huyền Trang trong vai Mẹ Dũng
- Hằng Nga trong vai Hà
- Lan Hương trong vai Hồng
- Trương Hoàng trong vai Khải
- Tiến Huy trong vai Chồng Hồng
- Thu Hương trong vai Vợ ông Thành
- Đào Nguyễn Ánh trong vai Đại ca ở trường
- Nguyễn Long Vũ trong vai Vũ
- Tùng Nam trong vai Nam
- Đỗ Triệu trong vai Thầy hiệu phó
- Xuân Thắng trong vai Gã đòi nợ thuê

Cùng một số diễn viên khác....

## Sản xuất
Đạo diễn của bộ phim là Nguyễn Đức Hiếu và Lê Đỗ Ngọc Linh; đây là lần hợp tác tiếp theo giữa hai người sau tác phẩm trước đó là 11 tháng 5 ngày. Kịch bản phim do Mạnh Cường và Ánh Phương viết. Có rất ít phim khai thác đề tài của phim, nói về khủng hoảng tuổi vị thành niên, từ trước đến nay.
Đây là vai diễn đầu tay của Tạ Hoàng Long và cũng là lần đầu tiên cậu được mời đảm nhận vai chính trong một bộ phim, dù chỉ mới 19 tuổi và trước đó chưa từng học qua trường lớp đào tạo diễn xuất nào. Phim còn có sự góp mặt của Bùi Bài Bình và đánh dấu sự trở lại của Phan Anh sau một thời gian dài không hoạt động nghệ thuật.

## Đón nhận
Tại thời điểm phát sóng, bộ phim đã thu hút sự chú ý từ người xem, được cho là vì nội dung gần gũi và cách thể hiện tươi mới, dí dỏm dù không có yếu tố ăn khách nào để thu hút khán giả. Diễn xuất của Nguyễn Kim Oanh đã nhận khen ngợi vì khắc họa thành công tính cách nhân vật và biến hóa tự nhiên. Màn trình diễn của Hoàng Long cũng được đánh giá là phù hợp về mặt ngoại hình lẫn tuổi tác nhân vật. Nhân vật do Bùi Bài Bình vào vai được nhiều người yêu thích nhất vì lối diễn "tưng tửng" cùng vẻ ngoài khắc khổ của ông. Sau khi phim phát sóng, dù mới là lần chạm ngõ đầu tiên trên màn ảnh, diễn viên Quỳnh Lương đã nhận về sự quan tâm lớn từ khán giả bởi nhan sắc và kỹ năng diễn xuất của cô.
Các đánh giá về bộ phim nhìn chung là tích cực. Bài bình luận của báo Tuổi Trẻ khen ngợi tác phẩm "khai thác câu chuyện "khủng hoảng tuổi 18" [...] rất gần gũi, chân thật", cũng như "mang đến một tình bạn độc đáo, thú vị giữa một cậu học sinh mới lớn và một bác xe ôm đã ở tuổi nghỉ hưu". Báo Phụ nữ thì chỉ ra ưu điểm bộ phim không nặng nề tính bi kịch khi so sánh với các phim trên sóng cùng khung giờ khác "khai thác mâu thuẫn gia đình đến mức thiếu nhân văn", đồng thời nhận định thế mạnh của bộ đôi đạo diễn phim là ở "những bộ phim mang hơi thở trẻ trung, hài hước nhưng cũng sâu sắc, nhân văn". Trang VnExpress đã chấm phim 3,6 trên thang điểm 10, nhưng nhận xét rằng Lối nhỏ vào đời ghi điểm bởi diễn xuất của dàn diễn viên cùng "nhiều phân đoạn lắng đọng đan xen những câu chuyện hài hước, giúp khán giả cân bằng cảm xúc". Tuy vậy, cái kết của bộ phim lại bị đánh giá là "hụt hẫng" vì chưa giải quyết thấu đáo những tình tiết còn bỏ ngỏ.